# Wolfgang Griese

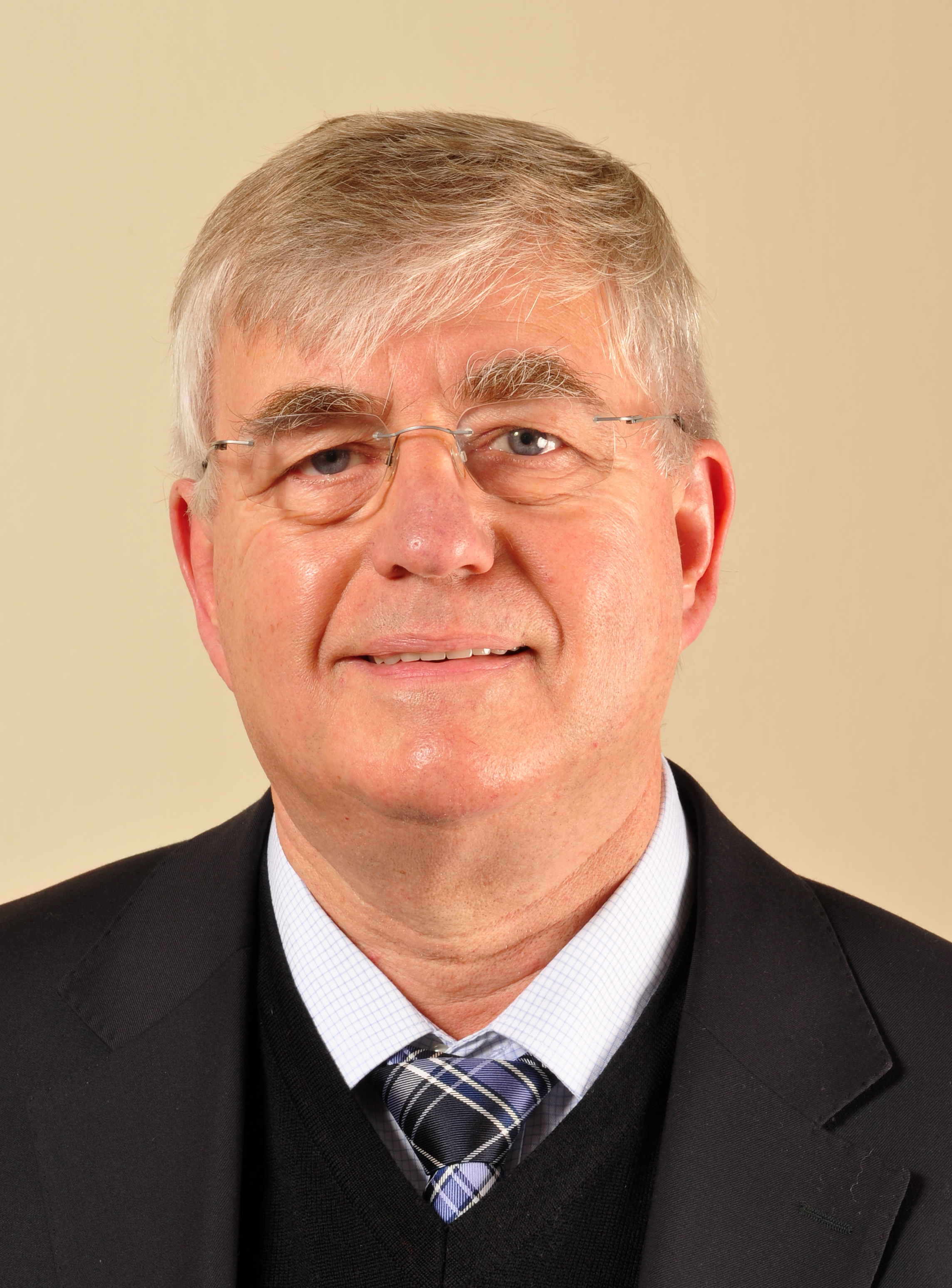
Wolfgang Griese, 2013

Wolfgang Griese (* 18. Mai 1948 in Diedrichshagen) ist ein deutscher Politiker (SED, PDS und Die Linke). Er war von 2008 bis 2011 Abgeordneter im Landtag Mecklenburg-Vorpommern.
Griese machte sein Abitur und absolvierte 1966 eine Lehre als Maurer. In dem Jahr trat er der SED bei. Von 1966 bis 1971 studierte er an der Hochschule für Architektur und Bauwesen in Weimar. Nach seinem Abschluss begann er als wissenschaftlicher Assistent an seiner Hochschule. Ein Jahr später wurde er Bauleiter im Wohnungsbaukombinat in Schwerin. Im Jahr 1974 wurde er stellvertretender Stadtbaudirektor für Produktion am Stadtbauamt Schwerin. Von 1977 bis 1994 war er Mitglied des Kreistages des Kreises Sternberg. Im Jahr 1979 wurde er Kreisbaudirektor des Kreises Sternberg und 1987 wurde er Erster Stellvertreter des Bezirksbaudirektors des Bezirkes Schwerin. Später übernahm er diesen Posten. Nach der Wende und der Umbenennung der SED wurde Griese Mitglied der PDS und wurde Stadtvertreter der Stadt Warin. Im Jahr 1990 wurde er Vertriebsleiter einer Hamburger Wohnungsbaufirma, ab 2002 ist er durch Erwerbsunfähigkeit Frührentner. Nach der Wahl von Angelika Gramkow zur Oberbürgermeisterin von Schwerin und dem damit verbundenen Rückzug aus dem Landtag von Mecklenburg-Vorpommern, rückte Griese am 1. November 2008 nach.